# Catalina Saavedra
Catalina Saavedra Pérez (Valparaíso, 8 gennaio 1968) è un'attrice cilena.

## Biografia
Figlia dello scrittore Omar Saavedra Santis, Catalina Saavedra ha cominciato a studiare recitazione nel natio Valparaíso, per poi perfezionarsi a Santiago e Barcellona. Dopo aver recitato a lungo sulle scene teatrali e sul piccolo schermo, nel 2009 ha ottenuto il plauso della critica per Affetti & dispetti, che le è valso il Gotham Independent Film Award alla Miglior interprete emergente e una candidatura al Satellite Award per la migliore attrice.

## Filmografia parziale

### Cinema
- El baile de la Victoria, regia di Fernando Trueba (2009)
- Affetti & dispetti (La nana), regia di Sebastián Silva (2009)
- Las niñas Quispe, regia di Sebastián Sepúlveda (2011)
- Marilyn, regia di Martín Rodríguez Redondo (2018)
- Ema, regia di Pablo Larraín (2019)
- Problemista, regia di Julio Torres (2023)
- Rotting in the Sun, regia di Sebastián Silva (2023)

### Televisione
- Helga y Flora, regia di Christian Aspée (2020)

## Doppiatrici italiane
- Tatiana Dessi in Affetti & dispetti